# Zollkanal
El Zollkanal o Canal de la duana és un canal navegable que connecta el Binnenhafen a l'Oberhafen al port d'Hamburg a Alemanya. El canal no té cap resclosa. Via l'Elba, està sotmès al moviment de la marea. Forma la frontera entre els barris d'Altstadt o «Ciutat vella» i d'Hafencity.

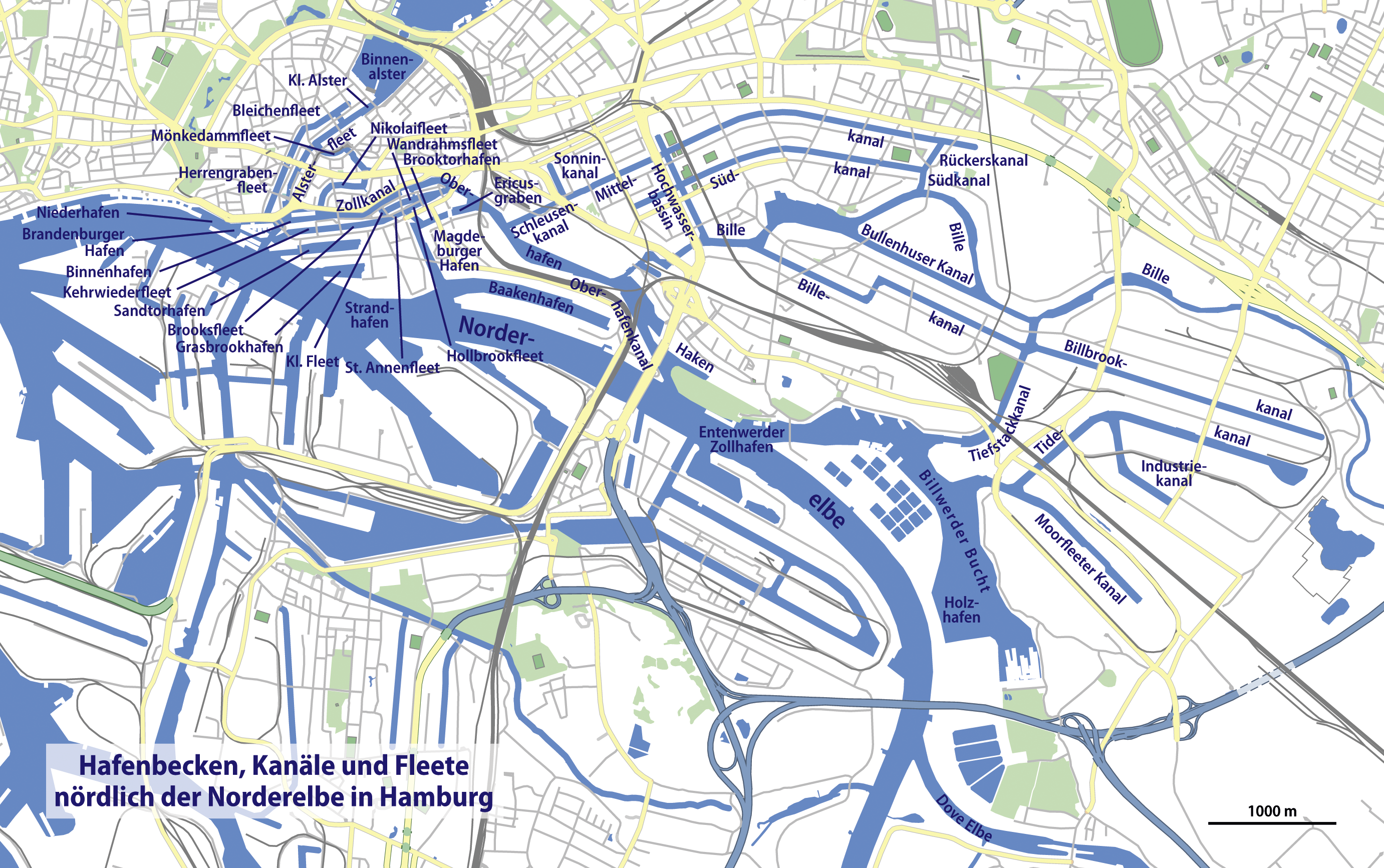
Mapa dels canals al Port d'Hamburg al nord de l'Elba

El canal navegable va construir-se a la fi del segle xix per a contornar el port franc, inaugurat el 1888, i així de permetre la continuïtat del comerç interior a la vall de l'Elba. Per a la seva excavació i la construcció dels magatzems nous de l'Speicherstadt uns 20.000 habitants del barri van haver de deixar les seves cases. Després de l'expulsió havien de cercar sense ajuda, un habitatge nou. La concentració de la població expulsada als barris a prop del port, va crear una superpoblació que considerablement van contribuir a l'epidèmia de còlera del 1892.
Des dels anys 1970 el canal poc pregon va començar a perdre el seu paper pel transport, com que l'activitat portuària va anar desplaçant-se progressivament al marge esquerre de l'Elba per causa del desenvolupament del transport per contenidors amb vaixells cada vegada més llargs. Després d'uns projectes de terraplenar tot el port vell i de derrocar les instal·lacions obsoletes, es va optar per integrar-les en un barri nou i luxós, l'Hafencity, amb funcions mixtes d'habitatge i de serveis. En oblidar la sort tràgica dels habitants expulsats al segle xix, el canal va esdevenir avui un dels canals més romàntics de la ciutat hanseàtica. La vista de l'aigua fa pujar considerablement el valor immobiliari dels edificis a les seves ribes.

## Connecta amb
- Binnenhafen
- Oberhafen
- Nikolaifleet
- Hollbrookfleet
- Ericusgraben

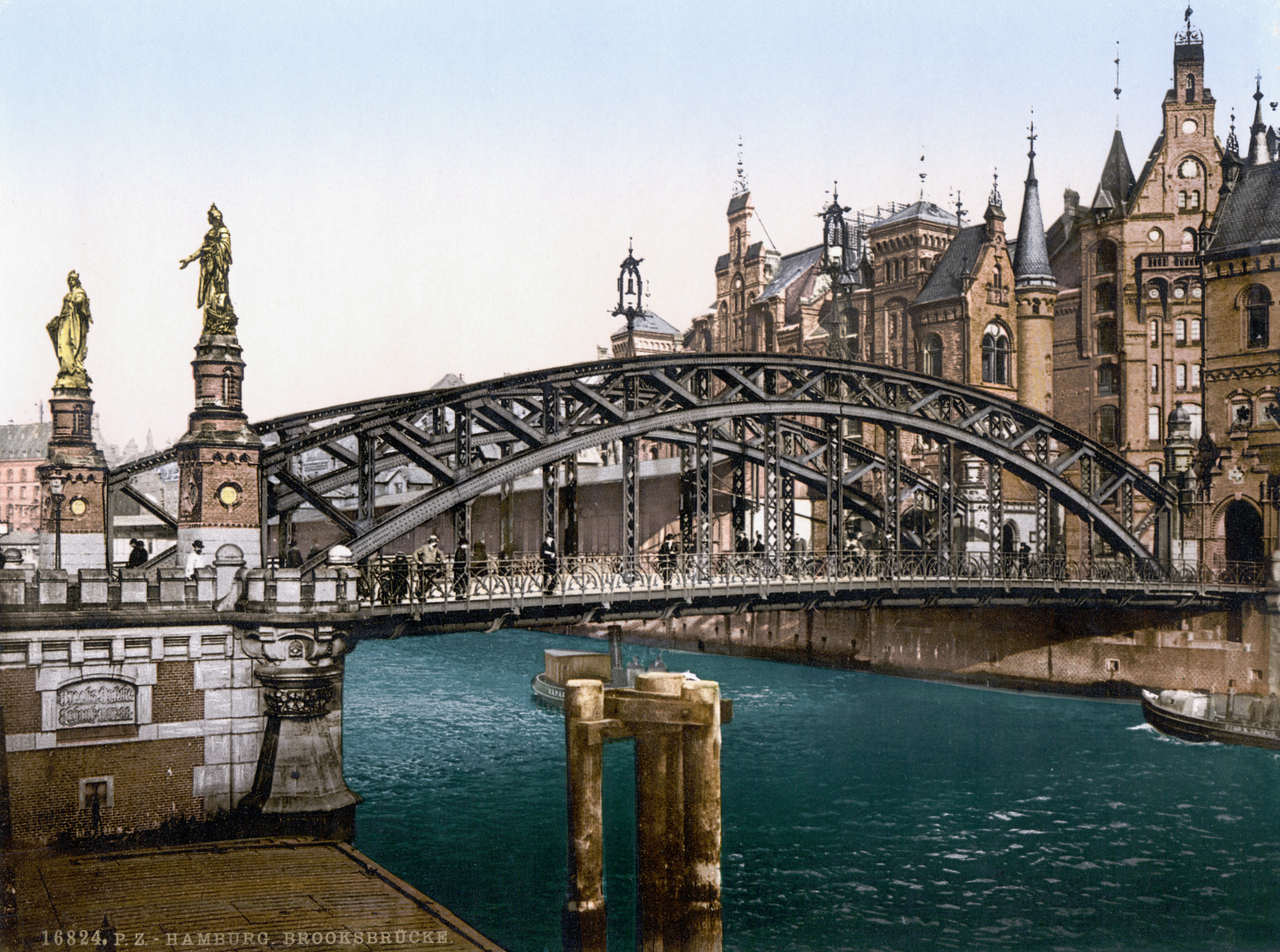
El pont Brooksbrücke als afores de 1895
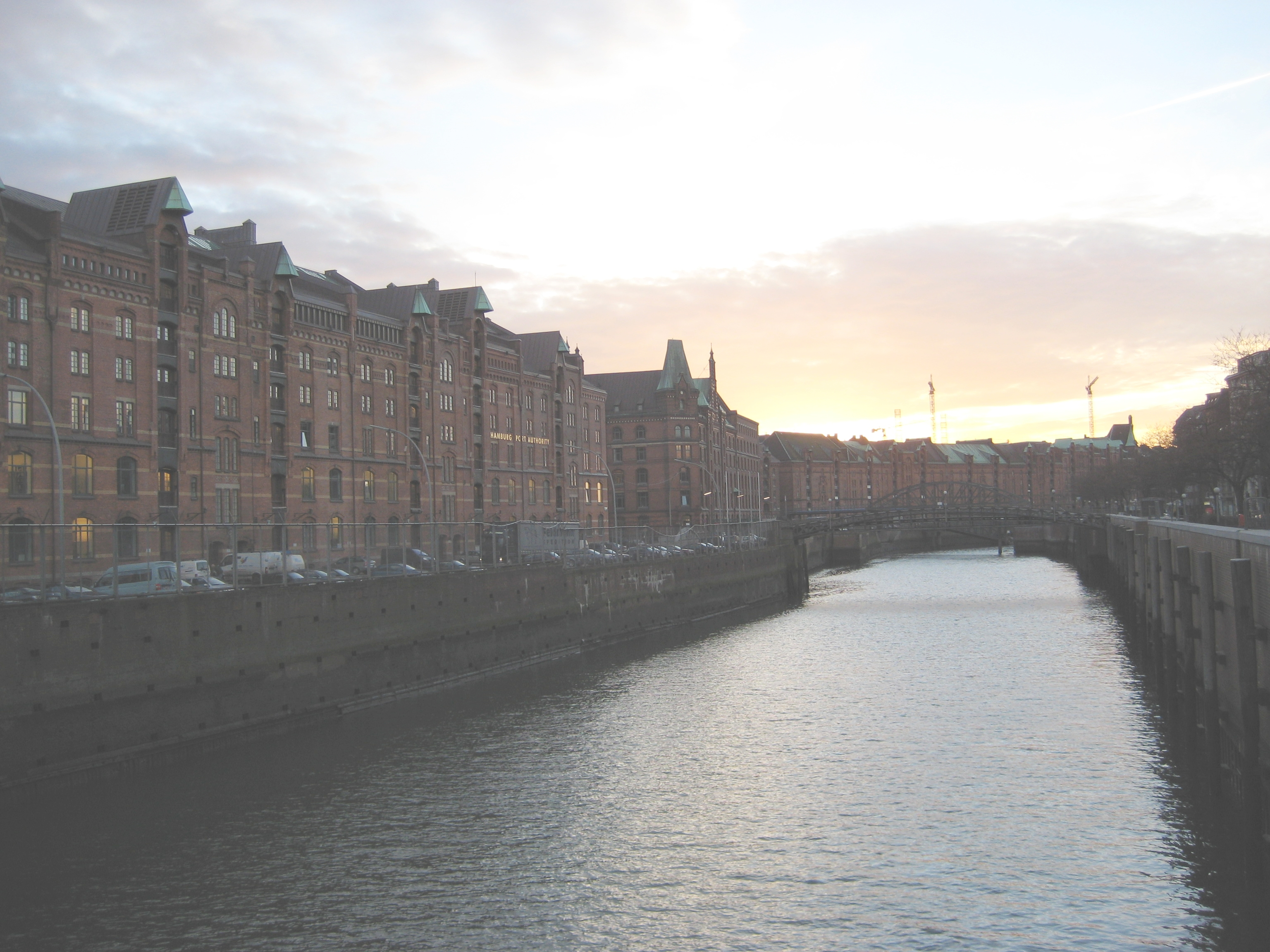
El canal a l'Speicherstadt
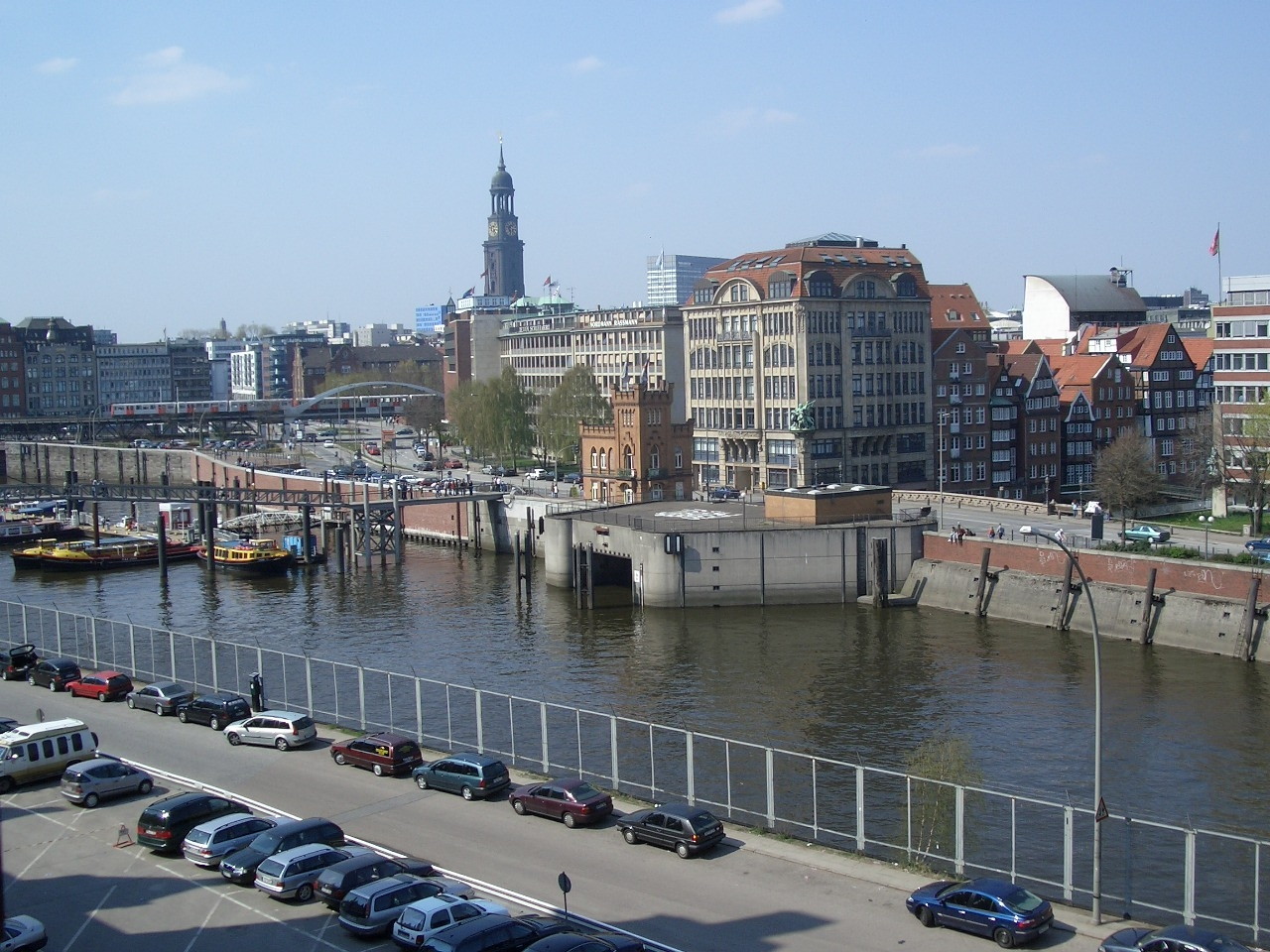
Confluència amb el Nikolaifleet
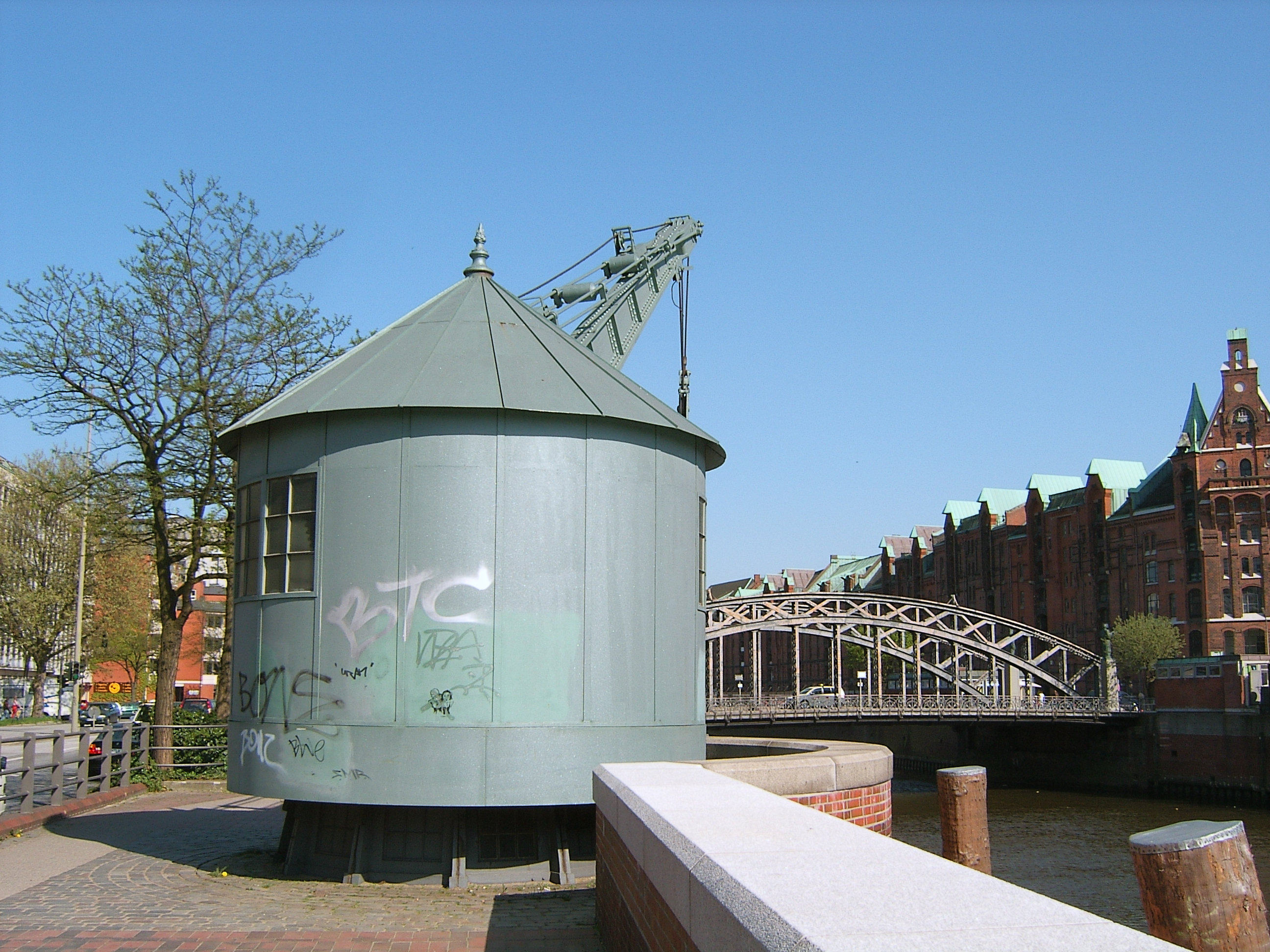
La «grua nova»
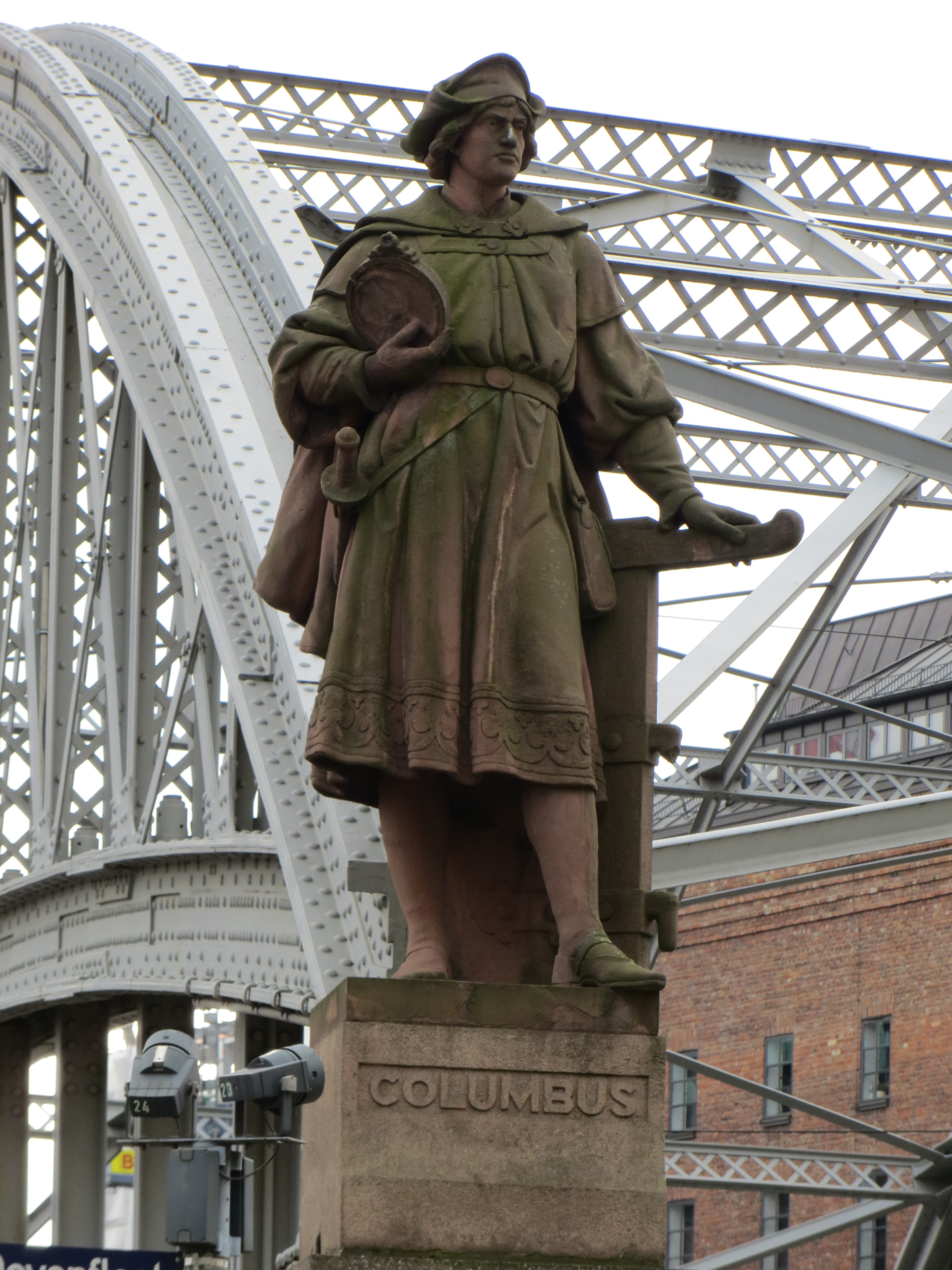
Estàtua de Cristòfor Colom al pont Kornhausbrücke